# Dasyatis ukpam
Dasyatis ukpam är en rockeart som först beskrevs av Smith 1863.  Dasyatis ukpam ingår i släktet Dasyatis och familjen spjutrockor. IUCN kategoriserar arten globalt som starkt hotad. Inga underarter finns listade i Catalogue of Life.